# آزاربن علیا
آزاربن علیا، روستایی از توابع بخش رانکوه شهرستان املش در استان گیلان ایران است؛.

## جمعیت
این روستا در دهستان شبخوس‌لات قرار دارد و براساس سرشماری مرکز آمار ایران در سال ۱۳۸۵، جمعیت آن ۳۷۶ نفر (۱۰۳خانوار) بوده‌است.